# Borovnice (ort i Tjeckien, Vysočina)
Borovnice är en ort i Tjeckien.   Den ligger i regionen Vysočina, i den centrala delen av landet, 140 km öster om huvudstaden Prag. Borovnice ligger 513 meter över havet och antalet invånare är 186.
Terrängen runt Borovnice är varierad. Borovnice ligger nere i en dal. Runt Borovnice är det ganska glesbefolkat, med 45 invånare per kvadratkilometer. Närmaste större samhälle är Nové Město na Moravě, 14,9 km sydväst om Borovnice. Omgivningarna runt Borovnice är en mosaik av jordbruksmark och naturlig växtlighet.